# Pont Edmund-Pettus
Le pont Edmund-Pettus (en anglais : Edmund Pettus Bridge) est un pont routier de la ville de Selma, dans l'État de l'Alabama, aux États-Unis, traversant l'Alabama. Construit en 1940, ce pont en arc est traversé par l'U.S. Route 80.
Baptisé du nom d'Edmund Pettus, officier des armées confédérées, sénateur et grand dragon du Ku Klux Klan en Alabama, ce pont est célèbre dans l'histoire du mouvement américain des droits civiques pour avoir été le lieu des événements les plus violents des Marches de Selma à Montgomery en 1965, connus sous le nom de « dimanche sanglant » ou « Bloody Sunday ».
En 2013, il a été inscrit sur la liste des sites d'intérêt historique national  de l'Alabama.

## Description
Le pont est une structure métallique et mesure 380,4 m de long.

## Histoire

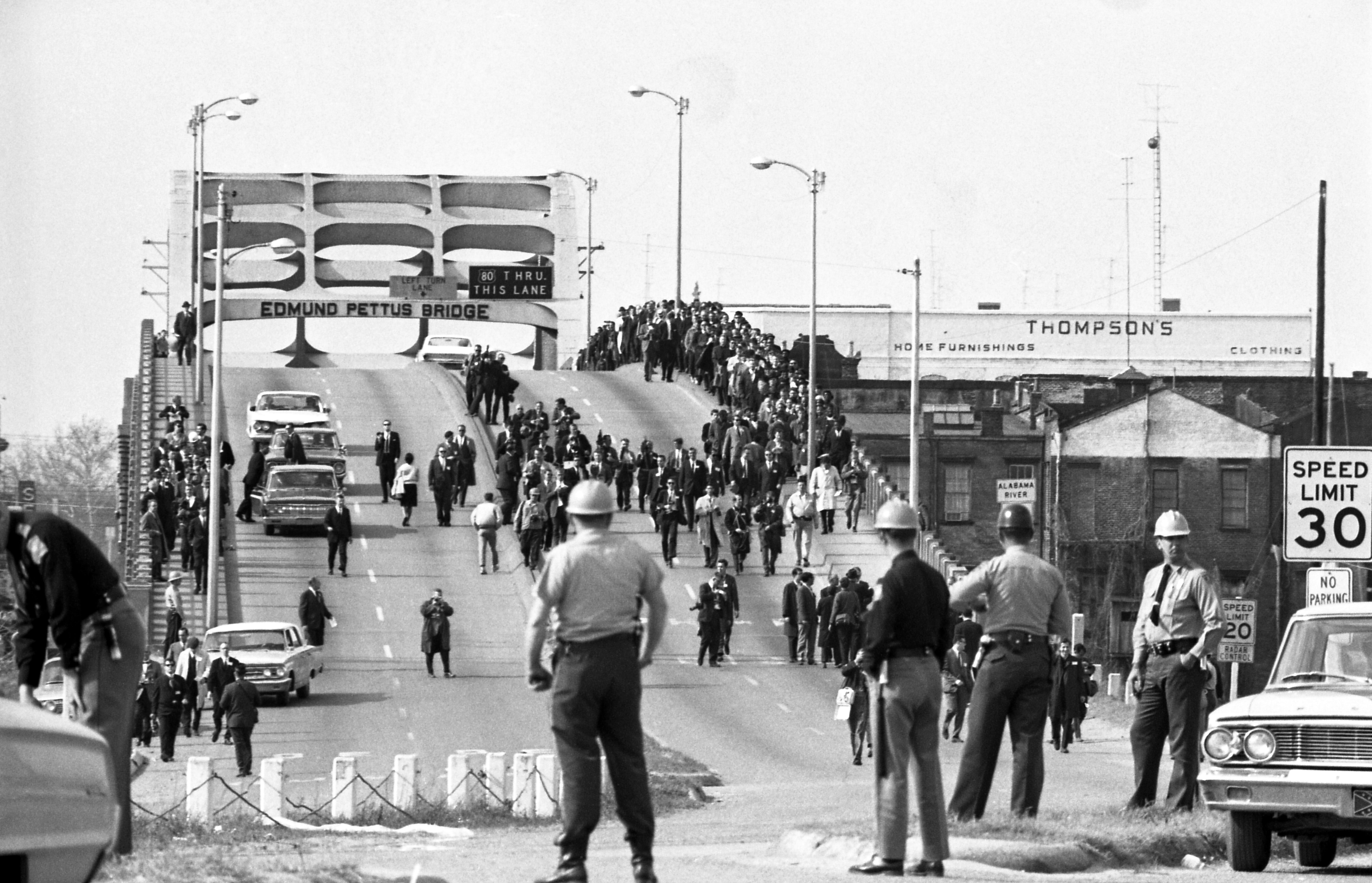
Le pont lors des marches de Selma à Montgomery en 1965.

Il a été construit en 1939 et ouvert à la circulation en 1940. 
Le pont Edmund Pettus à Selma est devenu haut lieu historique du mouvement américain des droits civiques lorsque, le 7 mars 1965, 525 marcheurs des droits civiques sur leur chemin pour la Marche de Selma à Montgomery tentent de traverser le pont, mais sont refoulés et attaqués et arrêtés par la police locale, sous les ordres du shérif Jim Clark (sheriff),, et une foule hostile et des membres du Ku Klux Klan qui les repoussent violemment à coup de matraques et de gaz lacrymogène. Près de 84 blessés ont été dénombrés. Cet événement est appelé le Bloody Sunday.
Du 4 au 7 mars 2021 sera célébré le jubilé de la traversée du pont.

## Protection
Le pont est déclaré National Historic Landmark le 11 mars 2013.

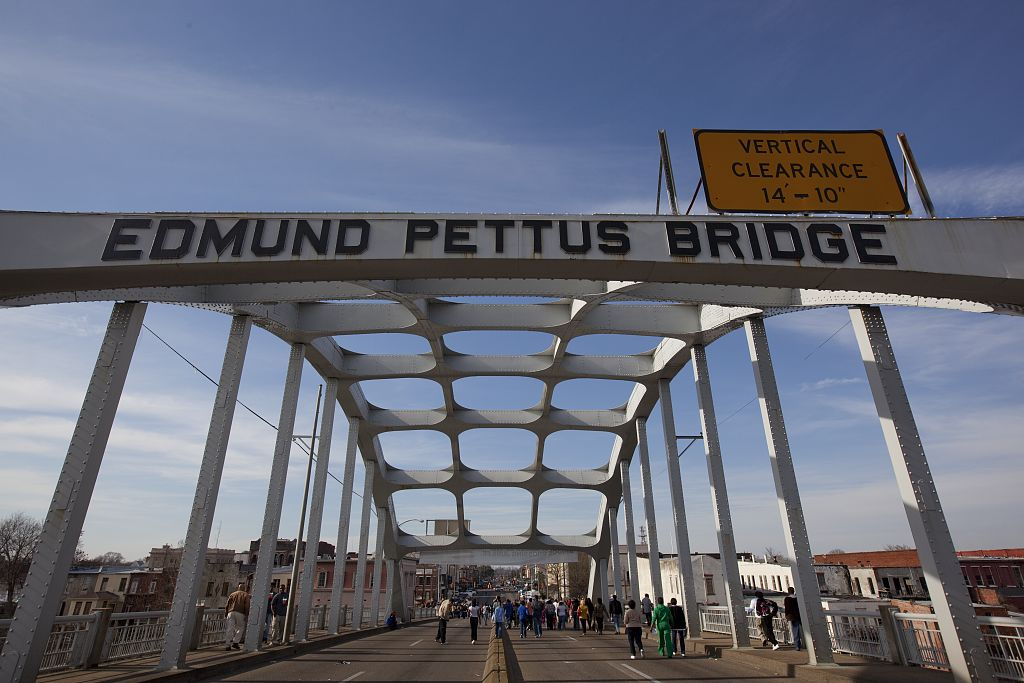
Inscriptions sur le pont.

## Renommage?
Depuis la mort de John Lewis une pétition est lancée par le conseiller du parti démocrate Michael Starr Hopkins,, le John Lewis Bridge Project, pour renommer le pont Edmund Pettus en pont John Lewis. L'argument en dehors de la valeur historique du pont en rapport avec les marches de Selma, c'est le nom d'Edmund Pettus qui fut non seulement un général de l'armée des États confédérés mais aussi un des dirigeants (probablement un Grand dragon) du Ku Klux Klan, une organisation suprématiste qui s'est illustrée par ses actes de terrorisme envers la population afro-américaine et les Blancs anti-esclavagistes. La pétition est soutenue par diverses personnalités comme Ava DuVernay, Kerry Washington, Paul McCartney, Dan Rather et Caroline Randall Williams, l'arrière petite fille d'Edmund Pettus,,,.
Cette pétition vient reprendre les questions qui se posaient lors du 50e anniversaire du Bloody Sunday en 2015 quant à la pertinence de conserver le nom d'Edmund Pettus. Cela dit, des anciens manifestants des Marches de Selma s'opposent à ce renommage au nom de la mémoire historique.